# Amir Richardson
Michael Amir Richardson (Nizza, 24 gennaio 2002) è un calciatore marocchino con cittadinanza francese di origini statunitensi, centrocampista della Fiorentina e della nazionale marocchina.

## Biografia
Richardson è figlio dell'ex giocatore di basket Micheal Ray Richardson e di madre marocchina.
Oltre alla cittadinanza marocchina, possiede anche quelle statunitense, grazie alle origini del padre, e francese.

## Caratteristiche tecniche
Centrocampista centrale di piede mancino, può giocare sia come mediano, che come mezzala. Molto veloce e dinamico, è molto prezioso in fase difensiva dove si distingue per il gran numero di palloni rubati e una buona abilità nelle chiusure, dotato di un piede molto educato è molto frequente vederlo effettuare cambi di gioco o lanci lunghi molto precisi. È molto dotato anche sul piano tecnico, grazie a una grande abilità nel dribbling e la frequenza nel cercare sempre la finta per disorientare l'avversario, pecca leggermente nella freddezza sottoporta nonostante presenti buone doti di inserimento.

## Carriera

### Club

#### Le Havre e Stade Reims
Amir Richardson proviene dal settore giovanile del Nizza, da cui poi si è unito al Le Havre.
Ha fatto il suo debutto professionistico il 15 maggio 2021 partendo titolare in Ligue 2 contro i campioni del Troyes vincendo per 3-2. Il 9 luglio 2021 ha firmato un contratto professionistico con il Le Havre. Segna il suo primo gol con la rete del 3-1 battendo lo Stade Lavallois, realizza la rete del 1-0 sconfiggendo il Bordeaux, con lo stesso risultato si conclude la partita contro il Quevilly dove Richardson, con un assist, permette al proprio compagno di squadra Nabil Alioui di segnare il gol vincente, l'ultima rete la sigla nel pareggio per 1-1 contro il Metz.
Il 1º settembre 2021, si è trasferito allo Stade Reims, in Ligue 1, con cui ha firmato un contratto quinquennale, prima di ritornare in prestito al Le Havre per la stagione 2022-2023. Esordisce in prima divisione nella sconfitta per 2-1 contro il Marsiglia, nella partita successiva che vede lo Stade Reims vincere per 2-0 contro il Clermont la prima rete del match viene segnata da Marshall Munetsi grazie al passaggio di Richardson. Realizza il suo primo gol con lo Stade Reims nella sconfitta per 2-1 contro il Brest, segna una rete anche contro il Tolosa pareggiando per 1-1, il suo ultimo gol viene segnato contro lo Strasburgo vincendo per 2-1.

#### Fiorentina
Il 12 agosto 2024, passa a titolo definitivo alla Fiorentina, in Serie A, per circa 10 milioni di euro, più il 10% su una futura rivendita a favore dello Stade Reims. Esordisce in maglia viola il 25 agosto, nella partita interna contro il Venezia, pareggiata per 0-0. Quattro giorni dopo esordisce nelle competizioni europee giocando da titolare la sfida di ritorno del play-off di Conference League in casa del Puskás Akadémia, pareggiata per 3-3 e vinta ai tiri di rigore. Proprio nella suddetta competizione il 12 dicembre segna il suo primo gol in maglia viola, nel successo per 7-0 contro il LASK Linz nella quinta giornata della fase campionato. Il 18 maggio 2025 segna anche la sua prima rete in serie A, nel successo per 3-2 contro il Bologna. 

### Nazionale
Ha giocato con la Francia Under-20 nel 2021. È stato convocato dal Marocco Under-23 nel marzo 2023.
Nel giugno del 2023 è stato incluso nella squadra finale per la Coppa delle Nazioni Africane Under-23 2023 disputata in Marocco, dove i Leoni dell'Atlante hanno vinto il loro primo titolo e si sono qualificati per le Olimpiadi 2024, a cui Richardson ha partecipato, vincendo la medaglia di bronzo, il suo unico gol lo segna battendo l'Iraq per 3-0.
Nato in Francia, è convocabile da Francia, Marocco e Stati Uniti. Ha scelto di rappresentare la seconda, con cui ha esordito il 12 settembre 2023 nell'amichevole vinta 1-0 contro il Burkina Faso.

## Statistiche

### Presenze e reti nei club
Statistiche aggiornate al 13 gennaio 2025.
| Stagione        | Squadra         | Campionato      | Campionato | Campionato | Coppe nazionali | Coppe nazionali | Coppe nazionali | Coppe continentali | Coppe continentali | Coppe continentali | Altre coppe | Altre coppe | Altre coppe | Totale | Totale | Totale |
| Stagione        | Squadra         | Comp            | Pres       | Reti       | Comp            | Pres            | Reti            | Comp               | Pres               | Reti               | Comp        | Pres        | Reti        | Pres   | Reti   |        |
| --------------- | --------------- | --------------- | ---------- | ---------- | --------------- | --------------- | --------------- | ------------------ | ------------------ | ------------------ | ----------- | ----------- | ----------- | ------ | ------ | ------ |
| mag.2021        | Le Havre        | L2              | 1          | 0          | CF              | 0               | 0               |                    | -                  | -                  |             | -           | -           | 1      | 0      |        |
| 2021-2022       | Le Havre        | L2              | 33         | 1          | CF              | 0               | 0               |                    | -                  | -                  |             | -           | -           | 33     | 1      |        |
| 2022-2023       | Le Havre        | L2              | 34         | 2          | CF              | 1               | 0               |                    | -                  | -                  |             | -           | -           | 35     | 2      |        |
| Totale Le Havre | Totale Le Havre |                 | 68         | 3          |                 | 1               | 0               |                    | -                  | -                  |             | -           | -           | 69     | 3      |        |
| 2023-2024       | Stade Reims     | L1              | 28         | 3          | CF              | 0               | 0               |                    | -                  | -                  |             | -           | -           | 28     | 3      |        |
| 2024-2025       | Fiorentina      | A               | 26         | 1          | CI              | 1               | 0               | UECL               | 6                  | 1                  | -           | -           | -           | 33     | 2      |        |
| Totale carriera | Totale carriera | Totale carriera | 119        | 7          |                 | 1               | 0               |                    | 6                  | 1                  |             | -           | -           | 126    | 8      |        |

### Cronologia presenze e reti in nazionale
| Cronologia completa delle presenze e delle reti in nazionale ― Marocco | Cronologia completa delle presenze e delle reti in nazionale ― Marocco | Cronologia completa delle presenze e delle reti in nazionale ― Marocco | Cronologia completa delle presenze e delle reti in nazionale ― Marocco | Cronologia completa delle presenze e delle reti in nazionale ― Marocco | Cronologia completa delle presenze e delle reti in nazionale ― Marocco | Cronologia completa delle presenze e delle reti in nazionale ― Marocco | Cronologia completa delle presenze e delle reti in nazionale ― Marocco |
| Data                                                                   | Città                                                                  | In casa                                                                | Risultato                                                              | Ospiti                                                                 | Competizione                                                           | Reti                                                                   | Note                                                                   |
| ---------------------------------------------------------------------- | ---------------------------------------------------------------------- | ---------------------------------------------------------------------- | ---------------------------------------------------------------------- | ---------------------------------------------------------------------- | ---------------------------------------------------------------------- | ---------------------------------------------------------------------- | ---------------------------------------------------------------------- |
| 12-9-2023                                                              | Lens                                                                   | Marocco                                                                | 1 – 0                                                                  | Burkina Faso                                                           | Amichevole                                                             | -                                                                      | 86’                                                                    |
| 14-10-2023                                                             | Abidjan                                                                | Costa d'Avorio                                                         | 1 – 1                                                                  | Marocco                                                                | Amichevole                                                             | -                                                                      | 77’                                                                    |
| 21-11-2023                                                             | Dar es Salaam                                                          | Tanzania                                                               | 0 – 2                                                                  | Marocco                                                                | Qual. Mondiali 2026                                                    | -                                                                      | 72’                                                                    |
| 11-1-2024                                                              | San-Pédro                                                              | Marocco                                                                | 3 – 1                                                                  | Sierra Leone                                                           | Amichevole                                                             | -                                                                      | 75’                                                                    |
| 24-1-2024                                                              | San-Pédro                                                              | Zambia                                                                 | 0 – 1                                                                  | Marocco                                                                | Coppa d'Africa 2023 - 1º turno                                         | -                                                                      | 68’                                                                    |
| 22-3-2024                                                              | Agadir                                                                 | Marocco                                                                | 1 – 0                                                                  | Angola                                                                 | Amichevole                                                             | -                                                                      | 65’                                                                    |
| 26-3-2024                                                              | Agadir                                                                 | Marocco                                                                | 0 – 0                                                                  | Mauritania                                                             | Amichevole                                                             | -                                                                      | 64’                                                                    |
| 6-9-2024                                                               | Agadir                                                                 | Marocco                                                                | 4 – 1                                                                  | Gabon                                                                  | Qual. Coppa d'Africa 2025                                              | -                                                                      | 80’                                                                    |
| 9-9-2024                                                               | Agadir                                                                 | Lesotho                                                                | 0 – 1                                                                  | Marocco                                                                | Qual. Coppa d'Africa 2025                                              | -                                                                      | 57’                                                                    |
| Totale                                                                 |                                                                        | Presenze                                                               | 9                                                                      |                                                                        | Reti                                                                   | 0                                                                      |                                                                        |

| Cronologia completa delle presenze e delle reti in nazionale ― Marocco olimpica | Cronologia completa delle presenze e delle reti in nazionale ― Marocco olimpica | Cronologia completa delle presenze e delle reti in nazionale ― Marocco olimpica | Cronologia completa delle presenze e delle reti in nazionale ― Marocco olimpica | Cronologia completa delle presenze e delle reti in nazionale ― Marocco olimpica | Cronologia completa delle presenze e delle reti in nazionale ― Marocco olimpica | Cronologia completa delle presenze e delle reti in nazionale ― Marocco olimpica | Cronologia completa delle presenze e delle reti in nazionale ― Marocco olimpica |
| Data                                                                            | Città                                                                           | In casa                                                                         | Risultato                                                                       | Ospiti                                                                          | Competizione                                                                    | Reti                                                                            | Note                                                                            |
| ------------------------------------------------------------------------------- | ------------------------------------------------------------------------------- | ------------------------------------------------------------------------------- | ------------------------------------------------------------------------------- | ------------------------------------------------------------------------------- | ------------------------------------------------------------------------------- | ------------------------------------------------------------------------------- | ------------------------------------------------------------------------------- |
| 24-7-2024                                                                       | Saint-Etienne                                                                   | Argentina olimpica                                                              | 1 – 2                                                                           | Marocco olimpica                                                                | Olimpiadi 2024 - 1º turno                                                       | -                                                                               |                                                                                 |
| 27-7-2024                                                                       | Saint-Etienne                                                                   | Ucraina olimpica                                                                | 2 – 1                                                                           | Marocco olimpica                                                                | Olimpiadi 2024 - 1º turno                                                       | -                                                                               | 37’                                                                             |
| 30-7-2024                                                                       | Nizza                                                                           | Marocco olimpica                                                                | 3 – 0                                                                           | Iraq olimpica                                                                   | Olimpiadi 2024 - 1º turno                                                       | 1                                                                               | 62’                                                                             |
| 2-8-2024                                                                        | Parigi                                                                          | Marocco olimpica                                                                | 4 – 0                                                                           | Stati Uniti olimpica                                                            | Olimpiadi 2024 - Quarti di finale                                               | -                                                                               | 80’                                                                             |
| 5-8-2024                                                                        | Marsiglia                                                                       | Marocco olimpica                                                                | 1 – 2                                                                           | Spagna olimpica                                                                 | Olimpiadi 2024 - Semifinale                                                     | -                                                                               | 76’                                                                             |
| 8-8-2024                                                                        | Nantes                                                                          | Egitto olimpica                                                                 | 0 – 6                                                                           | Marocco olimpica                                                                | Olimpiadi 2024 - Finale 3º-4º posto                                             | -                                                                               | 77’                                                                             |
| Totale                                                                          |                                                                                 | Presenze                                                                        | 6                                                                               |                                                                                 | Reti                                                                            | 1                                                                               |                                                                                 |

## Palmarès

### Club

#### Competizioni nazionali
- Campionato francese di seconda divisione: 1

Le Havre: 2022-2023

### Nazionale
- Coppa delle Nazioni Africane Under-23: 1

2023
- Bronzo olimpico: 1

2024